# Klippan-Finnala naturreservat
Klippan-Finnala naturreservat är ett naturreservat i Norrtälje kommun i Stockholms län.
Området är naturskyddat sedan 1974 och är 7 hektar stort. Reservatet omfattar större delen av ön Klippan, och Nästholmen söder därom, båda belägna i Finnalafjärden. Reservatet består av barrblandskog och tallskog.